# Oldřich Nový
Oldřich Albín Nový (Žižkov, 7 de agosto de 1899-Praga, 15 de marzo de 1983) fue un actor, director de teatro, guionista, dramaturgo y cantante checo.

## Primeros años
Oldřich Nový nació en el barrio de Žižkov (Praga) el 7 de agosto de 1899, hijo de Antonín Nový (1860-1933), un miembro del cuerpo de bomberos, y Cecilie Nová, de soltera Valentová (1869-1909). Un año después de la muerte de Cecilia su padre se casó nuevamente con Marie Zahrádková.
Su interés en la interpretación fue despertado por dos personas. Su padre, como jefe de bomberos de Praga que proporcionaba patrulla de bomberos en todos los cines en Praga, y su tío Miloš Nový que era actor en el Teatro Nacional. Nový se formó como cajista para tener un trabajo seguro, pero no abandonó su intención de convertirse en actor. Durante este tiempo ya tenía un puesto en el teatro aficionado.

## Años en Ostrava y Brno
En 1918 consiguió trabajo en un teatro en Ostrava. En 1919 empezó a trabajar en el Národní divadlo de Brno como actor y después como el director de teatro (desde 1923) y jefe de la opereta (desde 1925).

## Regreso a Praga
Después de 15 años, Nový abandonó su trabajo en Brno por desacuerdos relacionados con la dirección del teatro. Volvió a Praga y se convirtió en el director de Nové divadlo. Aquí tuvo la oportunidad de estrenar un género de teatro que nunca había conseguido presentar en Brno: la comedia musical. La diferencia entre la opereta y la comedia musical era que en la opereta las canciones eran lo principal y la parte de interpretación cómica era más un preludio para las arias. Pero en la comedia musical (como Nový la entendía), las canciones eran la continuación de un diálogo hablado. Este diálogo se convertía en una canción solamente porque las palabras no cantadas ya no eran suficientes para expresar los sentimientos de los personajes.
En 1934 empezó su cadena de éxitos con la comedia Štěstí do domu (La suerte a la casa). Realizó 55 reestrenos en lugar de los 10 originalmente planificados. Sus obras siguientes se han reestrenado aproximadamente 100 veces y han sido bien recibidas por la crítica. Eduard Bass dijo sobre la obra Další, prosím (El siguiente, por favor) en 1936 que era “una opereta para la gente civilizada“.
Durante la ocupación militar de Checoslovaquia Nový fue más exitoso en el mundo del cine. Aunque ya consiguió su primer papel en 1922 en el cine mudo en la película Neznámá kráska, en los años siguientes solamente hizo papeles secundarios. Pero en 1939 Nový recibió el papel más importante de toda su carrera con la película Kristián, de Martin Frič en la que apareció como actor principal junto con Adina Mandlová y Nataša Gollová. Después actuó en muchas otras comedias musicales.

## Vida privada
El 11 de junio de 1936 se casó con una fotógrafa profesional, Alice Wienerová (1902-1967), hija del director de un banco de Praga. Adoptaron a una hija, Jana (1937-2006). Cuando los nazis llegaron al poder Alice, debido a su origen judío, estaba en peligro de ser deportada a un campo de concentración. Nový se negó a divorciarse de ella, así que trató de protegerla de la deportación. Tanto la pareja como el teatro sufrieron ataques antisemitas en la prensa y en público.
Fue deportado al campo de Osterode (en Sajonia), su esposa debería haber ido a Terezín, aunque esta información no es cierta. Su hija Jana no fue deportada, se quedó con unos propietarios de la fábrica de papel de lija en Lázně Bělohrad. Alice volvió del campo de concentración, pero la mitad de su familia, entre ellos su padre, no tuvo tanta suerte. Alice nunca superó la pérdida de su familia y al final desarrolló esquizofrenia.

## Después de la Segunda Guerra Mundial
Su éxito cinematográfico de la era de posguerra llegó con la película Pytlákova schovanka (1949), una parodia de género romántico donde interpretó el papel de René Skalský, un milionario que se enamora de la protagonista Élen (Hana Vítová). Pero el reconocimiento llegó más tarde porque los espectadores de esta época no entendieron la parodia y, además, los críticos comunistas concluyeron que la película “era un desperdicio de material fílmico”.
Hasta 1988 Pytlákova schovanka fue vista por más de 4 millones de espectadores. En los cines (aunque solamente en los menos importantes) apareció incluso en 1954 y en la televisión fue puesta en 1964.
Para actores de antes de la guerra como Oldřich Nový cuyos papeles estaban relacionados con caballeros de la clase más alta, fue muy difícil encontrar empleo en la era de socialismo. Sin embargo, su situación fue mejor que la de muchos otros actores. Después de 1948, aceptó las demandas del realismo socialista. Aunque continuó interpretando los papeles principales, no fueron interpretaciones significativas en su filmografía. Más tarde, rompió este estereotipo, por ejemplo, con las películas Fantom Morrisvillu (1966) o Světáci (1969).
Se concentró en su trabajo en el teatro, fue invitado a actuar por todo el país, dirigió varias obras de teatro e interpretó muchos papeles principales, todo ello con gran éxito. Aparte de dirigir la opereta Mamzelle Nitouche, también desempeñó uno de los papeles principales de la obra, organista y compositor Célestine (apareció en la obra junto con Stanislava Součková). En 1957 fue nombrado “Zasloužilý umělec” (traducido como “El artista benemérito”). Entre 1954-1959 trabajó como director de Hudební divadlo Karlín. Los siguientes cinco años ocupó el cargo de líder de un departamento nuevo establecido en el Conservatorio de Praga, concretamente el departamento de comedia musical. En 1969 desempeñó el papel de señor Hanzl en la obra de teatro Hodinový hoteliér (El hotelero para una hora), escrita por Pavel Landovský e interpretada en Činoherní klub.
También recibió varias oportunidades de actuar en televisión. Además de su aparición en un cuento de la serie Bakaláři, también interpretó el personaje de Jan Koníček, un contable increíblemente austero pero al mismo tiempo encantador, en la serie de 8 episodios Taková normální rodinka (1967-1971) escrita por Fan Vavřincová y dirigida por Jaroslav Dudek.
Durante los últimos 10 años de su vida casi no salió de casa porque no quería que los aficionados lo vieran perder su apariencia de un caballero.
Su filosofía de vida era: “El buen humor es el condimento de la vida y mientras el hombre sabe reírse, está vivo. Cuando toda la gente empiece a sonreírse el uno al otro y deje de traicionarse, entonces habrá un mundo dichoso.”
Oldřich Nový murió el 15 de marzo de 1983 y fue enterrado en el Cementerio de Olšany. Más tarde, los restos mortales de su hija Jana también fueron enterrados en el mismo lugar.

## Filmografía
- 1922 Neznámá kráska (La bella misteriosa) – como Petr Stamati
- 1934 Rozpustilá noc (Noche traviesa) – Monokl Fredy
- 1936 Velbloud uchem jehly (Camello a través del ojo de una aguja) – Valet Alfons
- 1936 Uličnice (Mujer descarada) – Antonio Morreti alias Josef Hřebík
- 1936 Rozkošný příběh (Historia encantadora) – Jaroslav Nerad
- 1936 Na tý louce zelený (En el prado verde)
- 1937 Falešná kočička (El gatito falso) – MUDr Vladimír Přelouč
- 1937 Důvod k rozvodu (Motivo de divorcio) – Pavel Bertl
- 1937 Advokátka Věra (Abogada Věra) – Petr ‘Tygr‘ Kučera
- 1938 Třetí zvonění (El tercer repique) – Dr Jan Hudec
- 1939 Kristián (Cristian) – Alois Novák alias Kristián
- 1939 Eva tropí hlouposti (Eva hace tonterías) – Michal Norr
- 1939 Dědečkem proti své vůli (El abuelo renuente) – Richard Osten
- 1940 Přítelkyně pana ministra (La novia del ministro) – Jan Hrubý
- 1940 Život je krásný (La vida es bella) – Jan Herold
- 1940 Dívka v modrém (La chica en azul) – Jan Karas
- 1940 Když Burian prášil / Baron Prášil (Baron Munchhausen) – Arnošt Benda
- 1941 Roztomilý člověk (Un hombre encantador) – Viktor Bláha
- 1941 Hotel Modrá hvězda (El Hotel Estrella azul)– Vladimír Rychta Rohan
- 1942 Valentin Dobrotivý (Valetin el Bueno) – Valentin Plavec
- 1944 Sobota (Sábado) – Richard Herbert
- 1944 Paklíč (La ganzúa)– Gabriel Anděl
- 1945 Jenom krok (Solo un paso)
- 1947 Parohy (Los cuernos) – Viktorin
- 1949 Pytlákova schovanka (La hijastra del cazador furtivo) – René Skalský
- 1952 Slovo dělá ženu (La palabra  hace a la mujer) – Ludvík Zach
- 1954 Hudba z Marsu (Música de Marte) – Jiří Karas
- 1955 Nechte to na mně (Déjenmelo a mí) – Patočka
- 1958 O věcech nadpřirozených (Sobre las cosas sobrenaturales)
- 1960 Kde alibi nestačí (Donde la coartada no es suficiente) – director Kraus
- 1960 Bílá spona (El pasador blanco) – Horák
- 1962 Dva z onoho světa (Dos hombres del otro mundo) – Pavel Fort/Petr Ford
- 1965 Káťa a krokodýl (Cathy y el cocodrilo) – el hombre con el paraguas
- 1965 Alibi na vodě (La coartada sobre el lago) – el fotógrafo
- 1966 Fantom Morrisvillu (El fantasma de Morrisville) – baterista Emil/Sir Hannibal Morris
- 1969 Světáci (Hombres de mundo) – el profesor
- 1970 Muž, který rozdával smích (El hombre que regalaba la risa)
- 1971 Taková normální rodinka (Una familia regular) – Jan Koníček
- 1974 Bakaláři en el cuento "Výlet" (“El viaje“)